# Солокия
Солокия (на украински: Солокія, на полски: Sołokija) е река в Полша и Украйна, ляв приток на река Западен Буг. Дължината ѝ е 88 км (по други данни 71 км), а площта на водосборния ѝ басейн е 939 км².
Извира на север от град Томашов Любелски и основно протича в югоизточна посока. По течението на реката се намират градовете Угнев, Белз и Червоноград. На територията на Червоноград реката се влива в Западен Буг.
В миналото е била живописна река с чиста вода и красиви брегове, известна като отлично място за отдих и риболов. Значителни са били и запасите ѝ от риба. В резултат от усвояването на реката за мелиоративни цели, тя се превръща на практика в магистрален мелиоративен канал.
След като са открити съществени въглищни находиша в близост до реката, част от басейна ѝ териториално е прехвърлен от Полша към СССР по време на договорената размяна на територии между Полша и СССР през 1951 година.
|  | Тази страница частично или изцяло представлява превод на страницата Solokiya и страницата „Солокія“ в Уикипедия на английски и украински език. Оригиналните текстове, както и този превод, са защитени от Лиценза „Криейтив Комънс – Признание – Споделяне на споделеното“, а за творби, създадени преди юни 2009 година – от Лиценза за свободна документация на ГНУ. Прегледайте историята на редакциите на оригиналните страници тук и тук, за да видите списъка на техните съавтори. ВАЖНО: Този шаблон се отнася единствено до авторските права върху съдържанието на статията. Добавянето му не отменя изискването да се посочват конкретни източници на твърденията, които да бъдат благонадеждни. |